# Don’t Get Comfortable
Don't Get Comfortable — дебютный полноформатный студийный альбом Брэндона Хита, вышедший в 2006 году на лейбле Reunion Records. Диск занял 10 строчку в чарте Billboard.

## Об альбоме
Дэн Муккало стал продюсером этого альбома, также он принимал и участие в его записи: играл на фортепиано, синтезаторе, электро-ударных, плюс пел партию бэк-вокала.
Самый успешный сингл этого альбома — «I’m Not Who I Was», был опубликован лишь в следующем году. С 14 июля того же года трек занял первое место в чартах Billboard на целых 6 недель. Сингл же «Our God Reigns» получил премию Dove Award как самая лучшая песня года.

## Список композиций
| №                   | Название                | Автор(ы)             | Длительность |
| ------------------- | ----------------------- | -------------------- | ------------ |
| 1.                  | «Steady Now»            | Heath, Ben Glover    | 4:05         |
| 2.                  | «Simple Man»            | Heath                | 2:52         |
| 3.                  | «Don’t Get Comfortable» | Heath, Phillip LaRue | 3:12         |
| 4.                  | «Our God Reigns»        | Heath                | 4:04         |
| 5.                  | «Red Sky»               | Heath, Jason Ingram  | 4:31         |
| 6.                  | «You Decide»            | Heath, Dan Muckala   | 3:50         |
| 7.                  | «I'm Not Who I Was»     | Heath                | 3:19         |
| 8.                  | «Let’s Make It Last»    | Heath                | 4:27         |
| 9.                  | «I Will Lay You Down»   | Heath, Dave Franco   | 3:06         |
| 10.                 | «The Light»             | Heath                | 3:52         |
| 11.                 | «Beauty Divine»         | Heath                | 4:16         |
| Общая длительность: | Общая длительность:     | Общая длительность:  | 41:08        |

## Чарты
| Чарт (2007)                   | Место |
| ----------------------------- | ----- |
| US Billboard Christian Albums | 38    |
| Heatseeker Albums             | 10    |

| 2007 | «I'm Not Who I Was» | 1  |
| 2008 | «Our God Reigns»    | 13 |